# Tube à gaz
Le tube à gaz est un type de tube électronique constitué d'électrodes entourées par un gaz, cet ensemble étant disposé à l'intérieur d'une enveloppe, étanche et résistante à la température. Bien que l'enveloppe soit généralement en verre, les tubes de puissance utilisent souvent de la céramique, et les versions militaires utilisent parfois du verre doublé par du métal.

## Fonctionnement
Le tube à gaz fonctionne grâce à l'ionisation du gaz, qui permet la conduction, entre les électrodes. Les cathodes utilisées peuvent être chaudes ou froides.
Ce type de tube peut utiliser deux types d'arcs électriques : soit une étincelle, soit une décharge incandescente (glow discharge).

## Utilisations

### Interrupteurs
Il existe trois grands types de tubes à gaz pouvant servir d'interrupteur :
- Thyratron
- Krytron
- Ignitron

### Éclairage et affichage

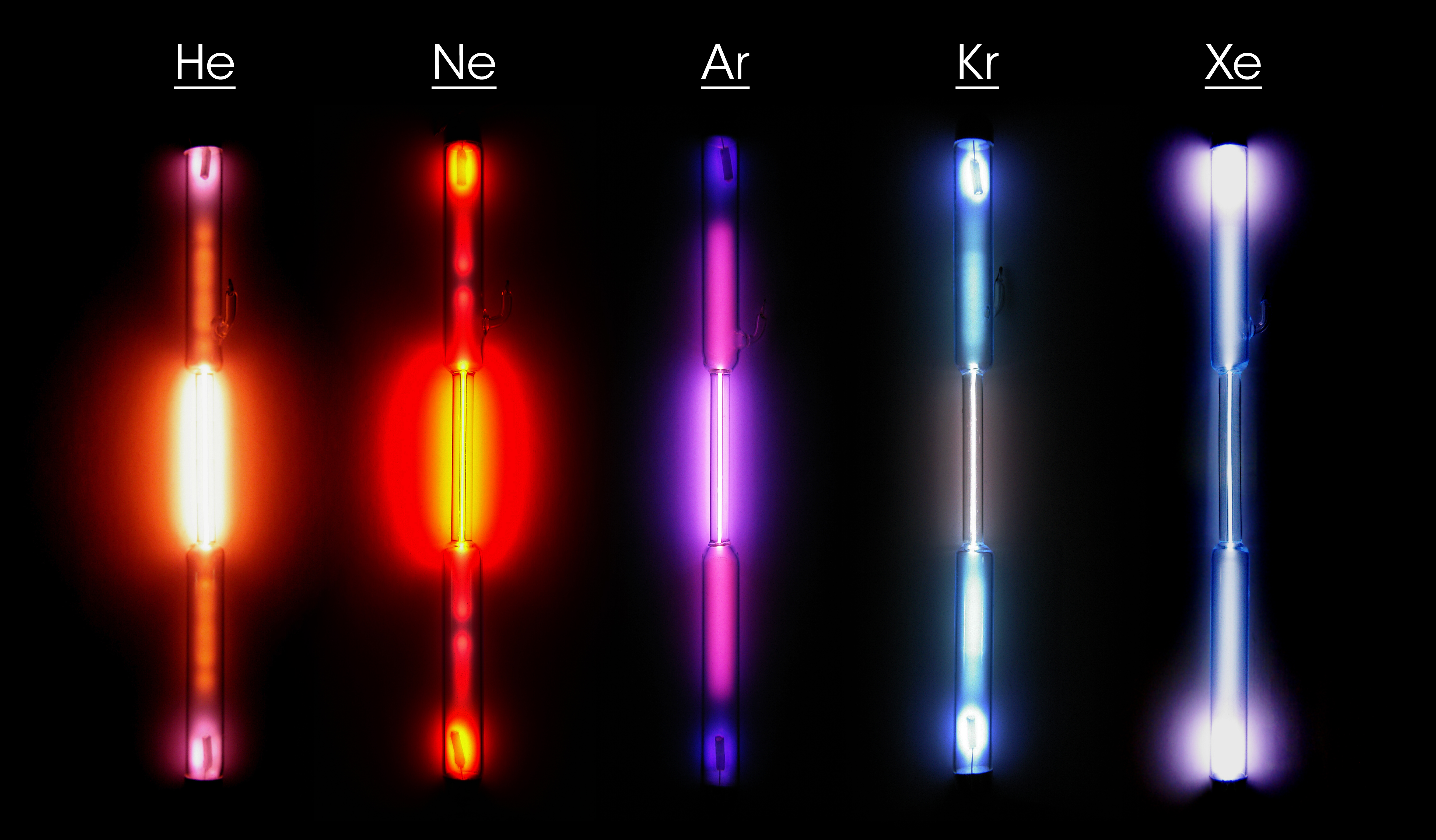
Tubes à gaz avec les 5 gaz rares. De gauche à droite hélium, néon, argon, krypton et xénon.

Les tubes basse pression pour l'affichage comprennent des composants tel que le tube Nixie (utilisé pour l'affichage de nombres) et le Dekatron (utilisé principalement pour compter ou diviser des impulsions mais aussi secondairement pour afficher).
Les enseignes au néon et les lampes au néon constituent d'autres types de tubes à gaz basse pression.
Les tubes à éclats aux xénon sont utilisés dans les stroboscopes et les appareils photos pour produire les flashs.

### Autres types de tubes à gaz
Les tubes à gaz peuvent aussi servir de capteurs comme le tube Geiger-Müller qui est utilisé dans les compteurs Geiger pour détecter et mesurer les rayonnements ionisants.
Les réacteurs pour la fusion nucléaire tel le Farnsworth-Hirsch Fusor sont similaires à des tubes à gaz dans leur fonctionnement.
Les krytrons sont généralement utilisés comme interrupteur à haute vitesse pour des applications militaires (bombe atomique) ou de recherche fondamentale (déclencheur de tir dans un synchrotron).